# オーバーリング・ギフト
オーバーリング・ギフトは、日本のミュージカル作品。2017年6月に、東京のDDD青山クロスシアターにて初演された。
アミューズに所属する若手俳優を起用した作品で、作・演出は劇団プレステージの風間由次郎が担当した。

## ストーリー
近未来、人々は才能によって「リング」を装着した「オーバー」と「リング」を持たない「ロスト」に分けられて管理されていた。「オーバー」のアスターは、窮地にあった「ロスト」のトトイに自らのリングを渡して助けたことで、「ロスト」の過酷な境遇で生活することになる。

## キャスト（初演時）
- アスター：猪塚健太
- トトイ：溝口琢矢
- ミロコ：加藤潤一
- カゲツ：富田健太郎
- ルージュ：島ゆいか
- 咲耶：中村百花
- イラッシュ：風間由次郎

## スタッフ
- 作・演出：風間由次郎
- 音楽監督:大崎聖二
- 美術:松生紘子
- 音響:鹿野英之（オフィス新音）
- 照明:島田美希（クリエイティブ・アート・スィンク）
- 映像:石田肇
- 衣裳:小原敏博
- ヘアメイク:宮内宏明,柴崎尚子
- 歌唱指導:大嶋吾郎
- 舞台監督:戸沢俊啓（N.E.T ON）
- 制作:多田里奈・永田フネ（アミューズ）・渡辺葵（シーエイティプロデュース）
- プロデューサー：小見太佳子・沖山裕美（アミューズ）・江口剛史（シーエイティプロデュース）